# Diplophlyctis complicata
Diplophlyctis complicata är en svampart som först beskrevs av Willoughby, och fick sitt nu gällande namn av Dogma 1974. Diplophlyctis complicata ingår i släktet Diplophlyctis och familjen Endochytriaceae.   Inga underarter finns listade i Catalogue of Life.